# Progress M-45
Progress M-45 (ryska: Прогресс М-45) eller som NASA kallar den, Progress 5 eller 5P, var en rysk obemannad rymdfarkost som levererade förnödenheter, syre, vatten och bränsle till rymdstationen ISS. Den sköts upp med en Sojuz-U-raket den 21 augusti 2001 och dockade med ISS den 23 augusti.
Farkosten lämnade rymdstationen den 22 november 2001 och brann upp i jordens atmosfär några timmar senare.

### Fotnoter
1. ↑  ”NASA Space Science Data Coordinated Archive” (på engelska). NASA. https://nssdc.gsfc.nasa.gov/nmc/spacecraft/display.action?id=2001-036A. Läst 1 mars 2020.
2. ↑  Manned Astronautics - Figures & Facts Arkiverad 18 oktober 2007 hämtat från the Wayback Machine., läst 15 juli 2016.